# تراکستون (نیویورک)
تراکستون، نیویورک (به انگلیسی: Truxton, New York) یک منطقهٔ مسکونی در ایالات متحده آمریکا است که در ایالت نیویورک واقع شده‌است.

## خصوصیات
تراکستون ۱۱۵٫۸ کیلومترمربع مساحت و ۱٬۱۳۳ نفر جمعیت دارد و ۳۴۸ متر بالاتر از سطح دریا واقع شده‌است.